# Březová (Březová-Oleško)
Březová (německy Bschesowa) je vesnice v okrese Praha-západ ležící 3 km jižně od hranic Prahy. Je součástí obce Březová-Oleško a nachází se na jejím severovýchodě. Je zde evidováno 487 adres.

## Historie
První písemná zmínka o vesnici pochází z roku 1310.

## Fotogalerie

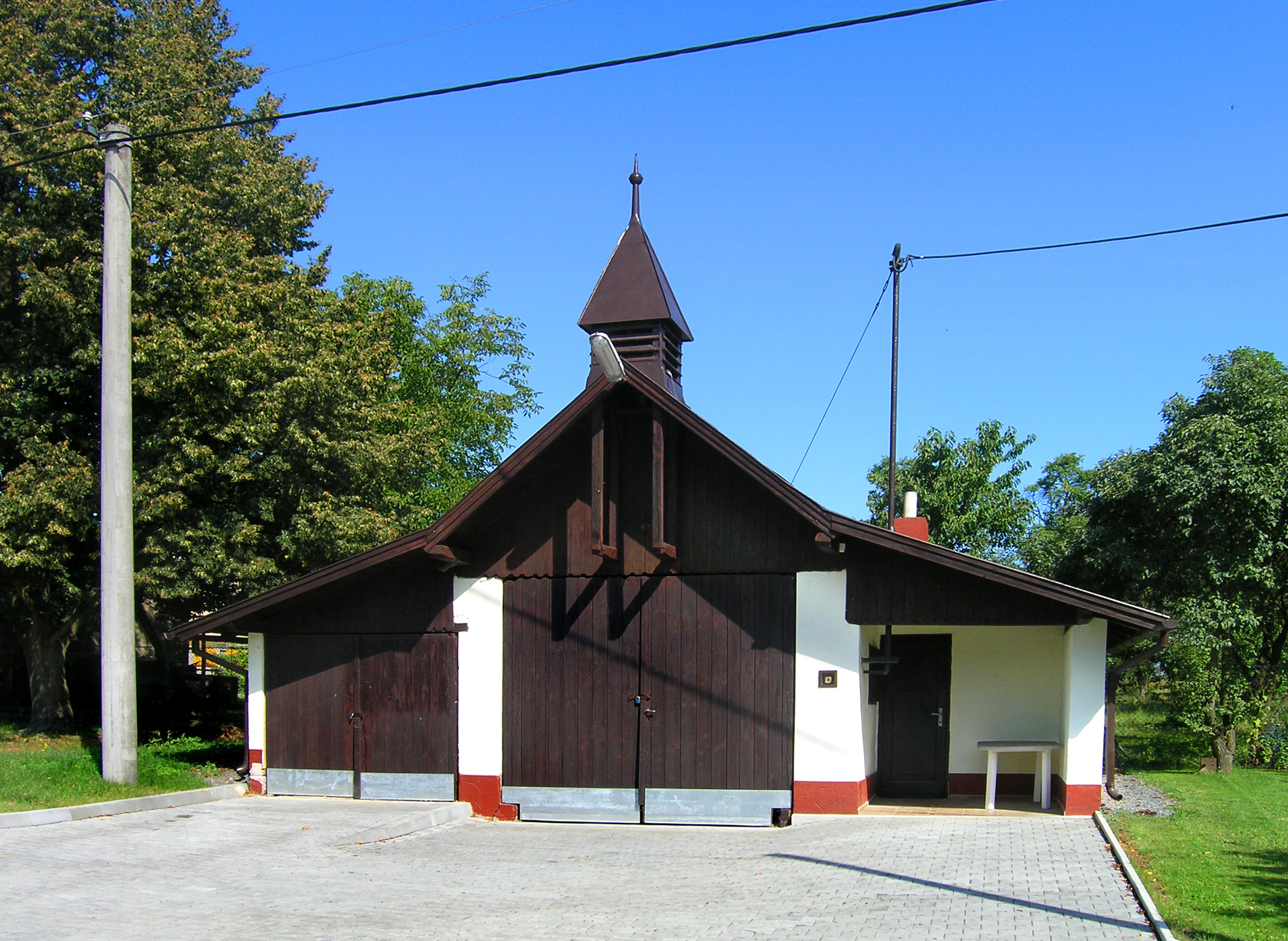
Stará hasičská zbrojnice
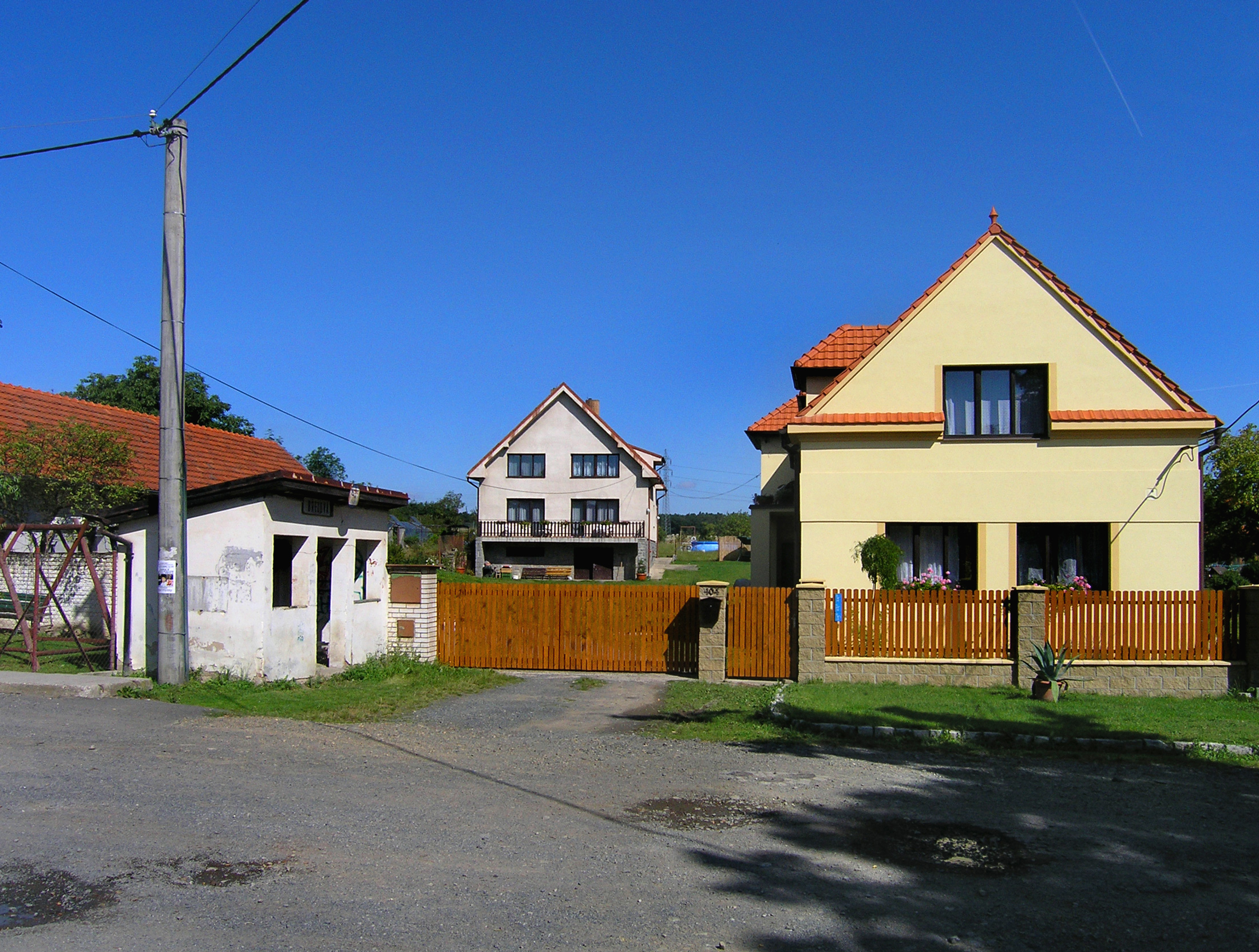
Náves
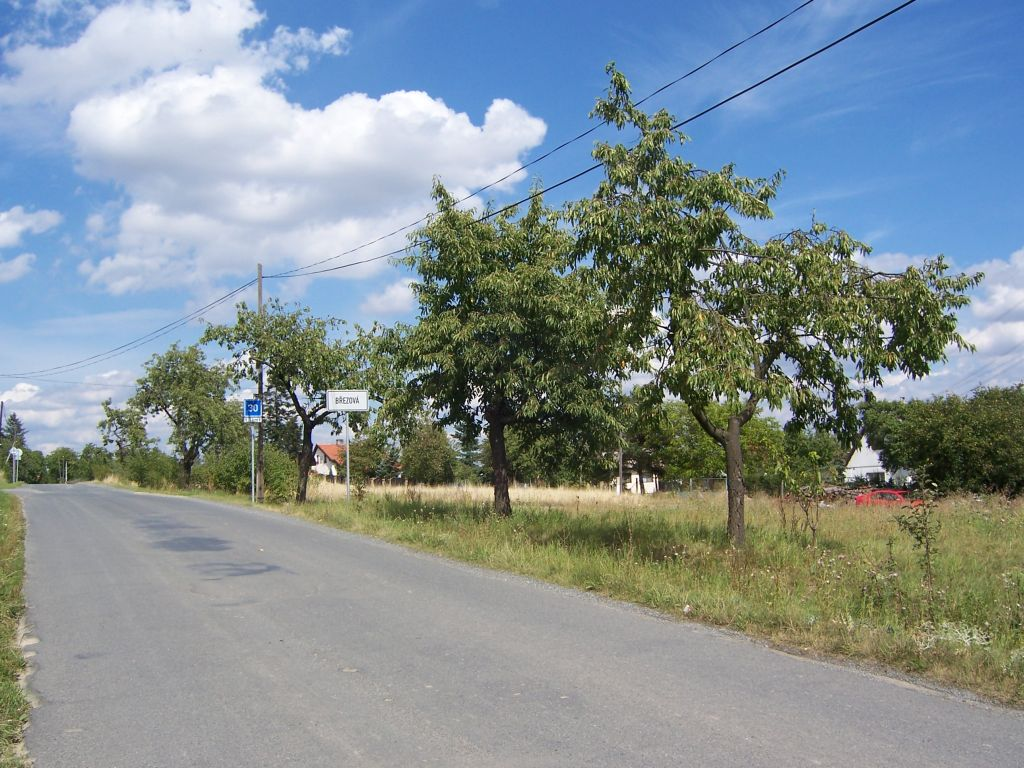
Pohled na Březovou od Oleška